# Yevhen Arzhanov
Yevhen Oleksandrovych Arzhanov (en ukrainien : Євген Олександрович Аржанов, né le 9 février 1948 à Kalouch) est un athlète ukrainien qui représentait l'URSS, spécialiste du 800 mètres.

## Carrière
Double champion d'Europe en salle du 800 mètres en 1970 et 1971, il remporte les Championnats d'Europe 1971, à Helsinki, dans le temps de 1 min 45 s 60.
Sélectionné pour les Jeux olympiques d'été de 1972, à Munich, le Soviétique se classe deuxième de la course en 1 min 45 s 9, devancé au centième de seconde par l'Américain Dave Wottle.

### Palmarès
| Date | Compétition                    | Lieu     | Résultat | Épreuve |
| ---- | ------------------------------ | -------- | -------- | ------- |
| 1969 | Championnats d'Europe          | Athènes  | 4e       | 800 m   |
| 1970 | Championnats d'Europe en salle | Vienne   | 1er      | 800 m   |
| 1971 | Championnats d'Europe en salle | Sofia    | 1er      | 800 m   |
| 1971 | Championnats d'Europe          | Helsinki | 1er      | 800 m   |
| 1972 | Jeux olympiques                | Munich   | 2e       | 800 m   |
| 1973 | Universiade                    | Moscou   | 1er      | 800 m   |

### Records
| Épreuve | Performance  | Lieu      | Date            |
| ------- | ------------ | --------- | --------------- |
| 800 m   | 1 min 47 s 2 | Leningrad | 14 juillet 1965 |